# HMS Fortune (H70)
«Форчун» (H70) (англ. HMS Fortune (H70) — військовий корабель, ескадрений міноносець типу «F» Королівських військово-морських флотів Великої Британії та Канади за часів Другої світової війни.

## Історія створення
«Форчун» був закладений 25 липня 1933 на верфі компанії John Brown & Company, Клайдбанк. 27 квітня 1935 увійшов до складу Королівських ВМС Великої Британії.